# هيروفومي سوزوكي
هيروفومي سوزوكي (鈴木博文 سوزوكي هيروفومي) هو رسام أنمي ياباني.

## أعماله في الأنمي

### مسلسلات أنمي تلفزيونية
- رانما ½ (الرسوم المفتاحية, تحريك الرسوم)
- روروني كينشين (الرسوم المفتاحية)
- ناروتو (تصميم الشخصيات, إخراج الرسوم المتحركة)
- ناروتو شيبودن (تصميم الشخصيات, إخراج الرسوم المتحركة)
- بوروتو: ناروتو نكست جينيريشنز (تصميم الشخصيات)
- سول إيتر (الرسوم المفتاحية)
- رغم كل ذلك, البلدة تدور (الرسوم المفتاحية)
- الفتاة الساحرة مادوكا ماجيكا (تحريك رسوم شارة النهاية)
- السيطرة على العالم: خطة زفيزدا (تحريك رسوم شارة النهاية)

### أوفا أنمي
- لوحة كوزيت (تصميم الشخصيات)
- كوبيكيري سايكل: العالم الأزرق و مسخر الهراء (إخراج الرسوم المتحركة الرئيسي)

### أفلام أنمي
- فيلم ناروتو: ذعر الحيوان في جزيرة هلال القمر (تصميم الشخصيات)
- ناروتو شيبودن: الطريق إلى النينجا (تصميم الشخصيات)
- الأخير: ناروتو الفيلم (تصميم الشخصيات, إخراج الرسوم المتحركة الرئيسي)
- الفتاة الساحرة مادوكا ماجيكا: حكاية البداية (تحريك رسوم شارة النهاية)
- سلسلة أفلام كيزومونوغاتاري
  - كيزومونوغاتاري الفصل الثاني: نيكّيتسو (الرسوم المفتاحية)